# 斯库台
斯库台是位於阿爾巴尼亞西北部，斯库台州的都市。臨近斯庫台湖，是斯庫台州的首府，也是阿爾巴尼亞的城市中，最具歷史的城市之一。斯庫台也是阿爾巴尼亞北部文化及經濟的中心。斯庫台的人口有95,907人，算上附近地區，斯庫台州的人口則有217,375人。是次於愛爾巴桑（中部的工業都市）之後的阿爾巴尼亞第4大都市，距首都地拉那有116公里。

## 名稱和詞源

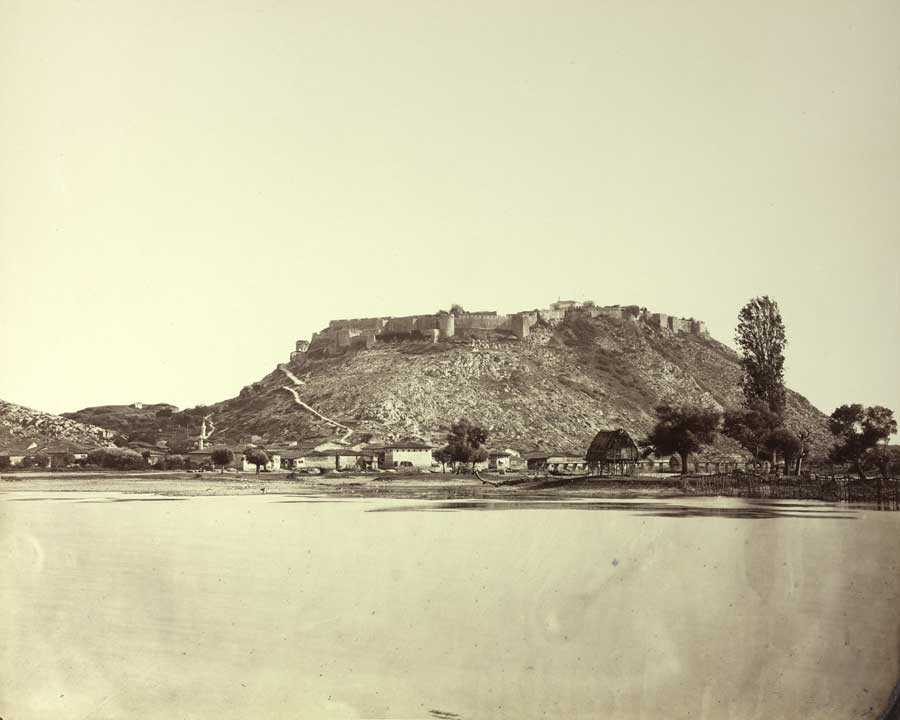
羅扎發城的伊利里亞人要塞

有說法認為，斯庫台這個名稱是來自于格恩蒂烏斯統治時期，在斯庫台鑄造的硬幣（SKONDRINON）。斯庫台在英語中的名稱則是來自于斯庫台的意大利語名。
在希臘語中，斯庫台的名稱則是Σκουτάριον及Σκόδρα，在土耳其語中的名稱是İşkodra。在塞爾維亞語及黑山語中的名稱是Skadar/Скадар。
也有說法認為斯庫台這個名稱是來自于阿爾巴尼亞語中的「Shko-drin」，意思是「drin要去哪里？」。drin是實際存在的一條河流。
也有說法認為斯庫台這個名稱是來自于阿爾巴尼亞語「Shko-kodër」，意思是「去丘陵」。丘陵指的是斯庫台的象徵，位於斯庫台城市入口的羅扎發城堡。

## 歷史

### 古代
斯庫台在古代的名稱是斯科多拉（希臘語：Σκάρδον） ，直到三世紀中期為止，是伊利里亞人部族阿爾迪安人最初的王國的首都。斯庫台也曾是格恩蒂烏斯王國的首都。在此之後，斯庫台被羅馬帝國統治，成為重要的貿易和軍事都市。羅馬對城市進行了殖民化。。斯庫台曾先後屬伊利里库姆行省和達爾馬提亞行省。

### 中世紀
在中世紀時，斯拉夫人開始遷居到斯庫台。拜占庭皇帝希拉克略曾在6世紀前期將斯庫台及其附近地區贈給塞爾維亞人。塞爾維亞人在這之後很快就建立了拜占庭的保護國杜庫拉公國。斯庫台是中世紀黑山的大都市。10世紀前期，斯庫台及其附近地區的統治者則視保加利亞皇帝位最高支配者。斯庫台在後來由伊萬·弗拉基米爾統治。在10世紀後期，城市躲過了阿爾巴尼亞人的叛亂。
斯庫台在後來又被保加利亞王國所佔領。拜占庭在這之後試圖直接統治斯庫台。11世紀前期，斯庫台保持了獨立。後來斯庫台再次歸屬杜庫拉統治。12世紀時，斯庫台是中世紀塞爾維亞的一部份澤塔公國的領域。之後，斯庫台附近地區又屬威尼斯共和國統治。

### 15世紀至19世紀

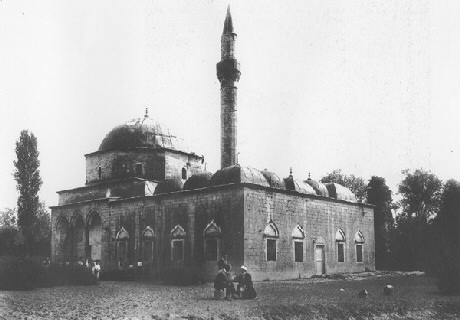
建設于1773年的里德清真寺

在經歷的威尼斯的統治之後，1474年，斯庫台受到鄂圖曼帝國的攻擊。1478年，整個城市再次被奧斯曼軍隊保衛。穆罕默德二世曾親自指揮包圍斯庫台，並在城市附近架設了10門大炮，用重達380 kg的炮彈炮擊要塞，然而斯庫台的守軍仍在抵抗。穆罕默德二世后離開了斯庫台，由他的指揮官們繼續包圍城市。奧斯曼在冬季攻下了一座城堡，之後又攻下了緊鄰的城堡。因饑荒和多次的炮擊，城市的守備已經減弱，頑強的抵抗者們也已經失望。而土耳其攻擊丘陵上城堡的嘗試也產生了眾多死傷者。停止戰鬥對雙方來說都能拯救眾多生命，也是能守住名誉的選擇。1月25日，威尼斯和奧斯曼雙方達成協議，停止對斯庫台的包圍，奧斯曼在不傷害市民的前提下，允許佔領斯庫台。
奧斯曼統治斯庫台後，許多人都離開了這裡。17世紀后，斯庫台作為斯庫塔里桑扎克的中心開始繁榮。斯庫台成為阿爾巴尼亞北部的經濟中心，手工業者在這裡生產紡織品、絲綢、武器、銀工藝品。並且修建了巴扎和橋樑。1718年開始，在斯庫台開設了外國的領事館。奧波特和烏爾齊尼成為斯庫台的商港。斯庫台在19世紀後期是重要的交易中心，也是斯庫台州的中心和巴爾幹半島的商業中心。當時這裡有超過3,500家商店，皮革、香煙、槍等當時的主要商品都在斯庫台流通。
在19世紀，這裡還開始了耶穌會神學校及方濟各會的社群。斯庫台在阿爾巴尼亞人解放運動普里茲倫聯盟中扮演了重要的角色，斯庫台人也參加了守衛阿爾巴尼亞領土的戰爭。19世紀，斯庫台也是一個文化中心。布沙迪圖書館修建於1840年代，是普里茲倫聯盟斯庫台支部的中心。天主教宣教師搜集了眾多圖書，並將它們保存在斯庫台的圖書館內。這個時期也設立了眾多體育和文學團體。另外，最早的阿爾巴尼亞語報紙和書籍也是在斯庫台出版的。1867年，斯庫台桑扎克和斯科普里桑扎克合併，成為斯庫塔里州（Scutari Vilayet）。

### 20世紀

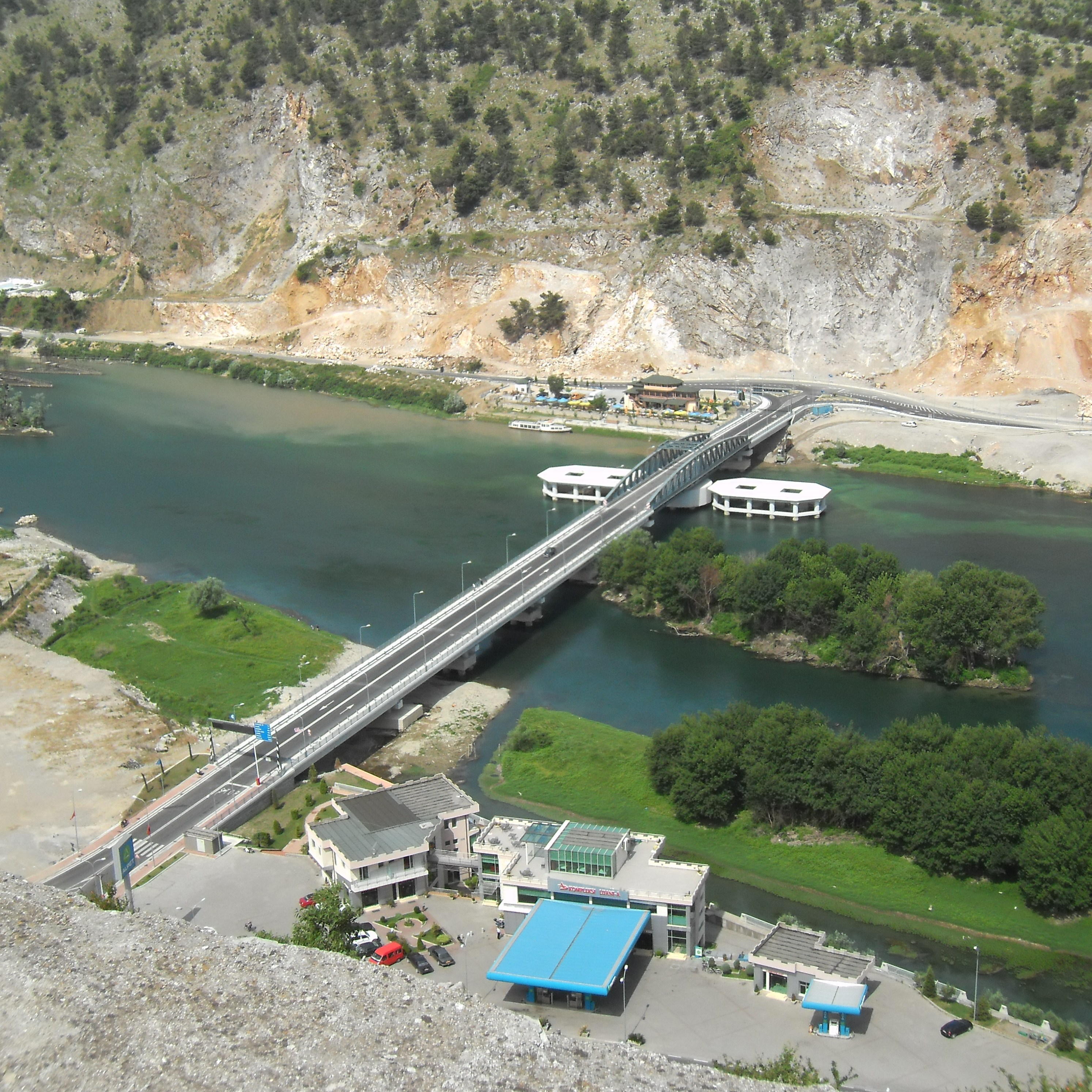
新架設的橋樑

巴爾幹戰爭時期，奧斯曼帝國統治下的斯庫台被黑山王國佔領。奧斯曼軍隊曾在斯庫台附近抵抗黑山和塞爾維亞的炮擊達7個月。在產生眾多死傷者之後，奧斯曼在1913年4月投降于黑山。M. Edith Durham記載了當時斯庫台附近逃難的難民的狀況。1913年5月，隨著倫敦條約的簽訂，新的阿爾巴尼亞公國誕生了。第一次世界大戰時期，黑山于1915年6月27日再次佔領斯庫台。1916年1月，斯庫台成為奧匈帝國的一部份。
1920年3月，斯庫台被劃入阿爾巴尼亞。進入1920年代後期，斯庫台面對南斯拉夫王國的軍事威脅。1921年—1924年，斯庫台是民主化運動的中心。在憲法議會，反對派佔據了多數。民主化勢力佔據了城市并往地拉那進軍。1924年—1939年，斯庫台的工業化緩慢進展。建設了小規模的食品和紡織、水泥工廠。1924年有43家工廠，1938年增加到70家。1924年，斯庫台有20000人居住。1938年，有29000人居住。
斯庫台還有天主教會的斯庫台大司教，並以有眾多的宗教學校。在1913年開設了最早的的學校。在1922年開設了國立的文科中學。1934年，斯库台共产主义小组成立。1990年代初期，斯庫台再次成為民主化運動的中心。2000年代，城市迎來了新生。市內的主要街道都被重新鋪裝並且改名。建築物也重新進行了粉刷。2010年12月，斯庫台遭遇了最近100年來最嚴重的洪水。2011年，在布拿河上修建了新的橋樑，舊橋則被新橋所取代。

## 氣候
斯庫台雖然屬地中海氣候（Csa）區，但在7月也十分潮濕，也有很強的溫暖濕潤氣候（Cfa）的色彩。年平均氣溫在14.5 °C（58.1 °F）至16.8 °C（62.2 °F）之間變化。1月的氣溫在1.7 °C（35.1 °F）至9 °C（48.2 °F）之間，7月的氣溫在20 °C（68.0 °F）至32 °C（89.6 °F）之間變化。年平均降水量達2,000（78.7英寸），是歐洲最潮濕的都市之一。唯一能與其相比的只有挪威西岸的都市卑爾根。
| 斯庫台                        | 斯庫台     | 斯庫台     | 斯庫台    | 斯庫台    | 斯庫台    | 斯庫台   | 斯庫台   | 斯庫台   | 斯庫台    | 斯庫台    | 斯庫台     | 斯庫台     | 斯庫台       |
| 月份                          | 1月        | 2月        | 3月       | 4月       | 5月       | 6月      | 7月      | 8月      | 9月       | 10月      | 11月       | 12月       | 全年         |
| ----------------------------- | ---------- | ---------- | --------- | --------- | --------- | -------- | -------- | -------- | --------- | --------- | ---------- | ---------- | ------------ |
| 平均高温 °C（°F）             | 9 (48)     | 10 (50)    | 14 (57)   | 18 (64)   | 23 (73)   | 27 (81)  | 31 (88)  | 31 (88)  | 27 (81)   | 21 (70)   | 15 (59)    | 11 (52)    | 20 (68)      |
| 日均气温 °C（°F）             | 5.5 (41.9) | 5.5 (41.9) | 10 (50)   | 14 (57)   | 18 (64)   | 22 (72)  | 25 (77)  | 25 (77)  | 22 (72)   | 16 (61)   | 12 (54)    | 7.5 (45.5) | 15.2 (59.4)  |
| 平均低温 °C（°F）             | 2 (36)     | 1 (34)     | 5 (41)    | 9 (48)    | 13 (55)   | 17 (63)  | 19 (66)  | 19 (66)  | 16 (61)   | 11 (52)   | 8 (46)     | 4 (39)     | 10 (51)      |
| 平均降水量 mm（）             | 245 (9.6)  | 208 (8.2)  | 216 (8.5) | 209 (8.2) | 130 (5.1) | 63 (2.5) | 34 (1.3) | 53 (2.1) | 115 (4.5) | 199 (7.8) | 278 (10.9) | 307 (12.1) | 2,057 (80.8) |
| 平均降水天数（≥ 0.1 mm）      | 12         | 12         | 14        | 12        | 11        | 7        | 5        | 5        | 6         | 10        | 18         | 16         | 128          |
| 平均相對濕度（％）            | 64         | 60         | 56        | 54        | 54        | 47       | 41       | 38       | 46        | 54        | 71         | 69         | 55           |
| 月均日照時數                  | 120.9      | 124.3      | 170.5     | 204.0     | 248.0     | 300.0    | 353.4    | 334.8    | 264.0     | 204.6     | 96.0       | 89.9       | 2,510.4      |
| 来源：Climate And Temperature |            |            |           |           |           |          |          |          |           |           |            |            |              |

## 産業及文化

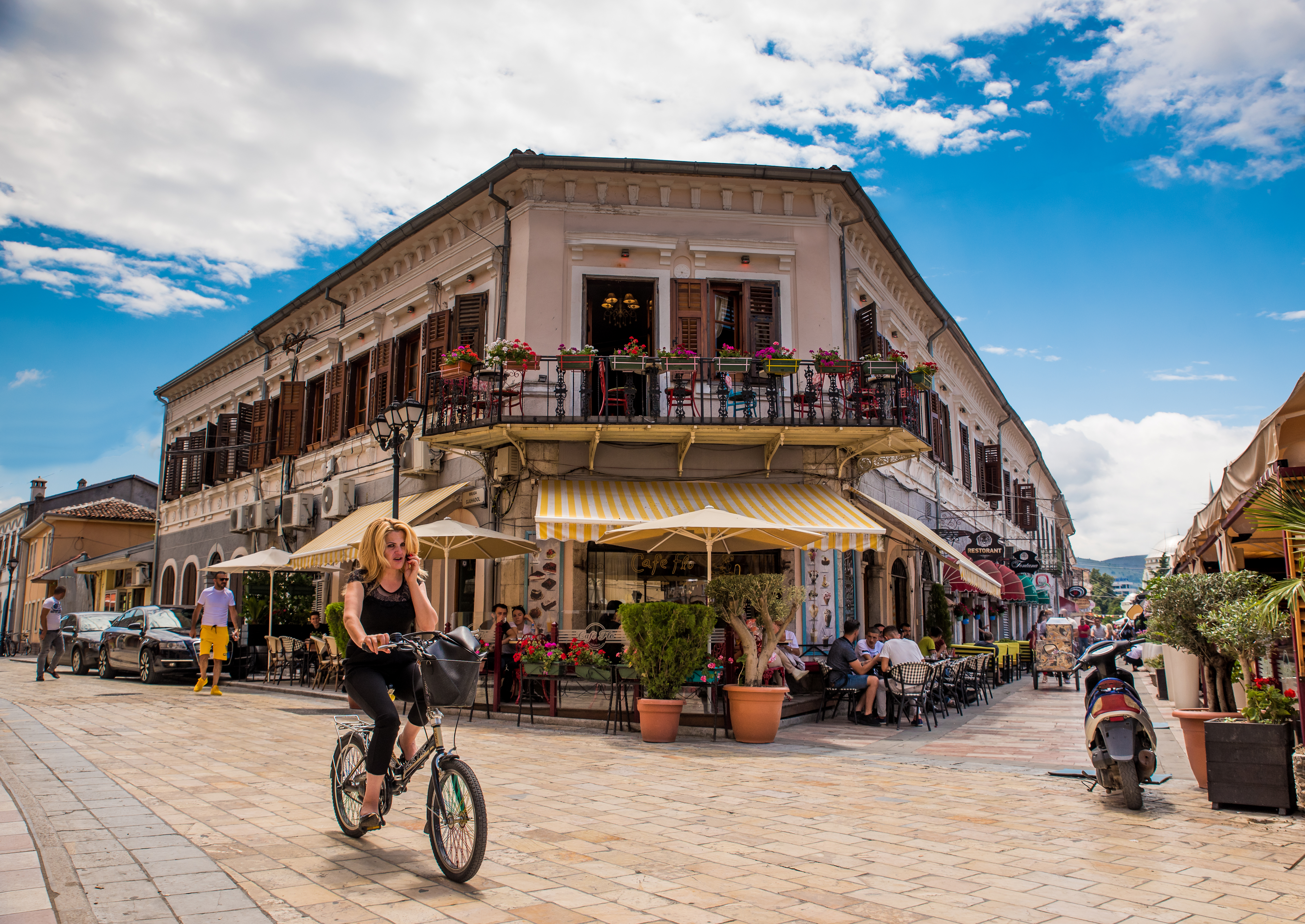
斯庫台街道

斯庫台是重要的教育和產業中心。市內生產多種機械製品及繊維、食品。路易吉古拉庫奇大學是阿爾巴尼亞著名的學術中心之一。斯庫台的公共圖書館有250,000冊以上的藏書。並且還有文化中心、藝術家作家協會、米傑米劇場、美術館、歷史博物館等設施。
斯庫台也是阿爾巴尼亞最重要的天主教都市，是阿爾巴尼亞天主教的中心。斯庫台有羅扎發城堡、土耳其浴池、里德清真寺等頗具歷史的建築物。羅扎發城堡在第一次巴爾幹戰爭時期名聲大噪。
斯庫台還舉行有狂歡節、兒童節、湖泊節、斯庫台爵士樂節等眾多活動。斯庫台也是伊斯蘭學問的中心，阿爾巴尼亞唯一一家提供高水準阿拉伯語教育及伊斯蘭研究的教育機關就位於斯庫台。

## 姉妹都市
- - 普里茲倫，科索沃
- - 烏爾齊尼, 黑山
- - 賈科維察, 科索沃
- - 采蒂涅, 黑山